# Evacanthus
Evacanthus — рід цикадок із ряду клопів.

## Види
До роду відносять такі види:
- Evacanthus acuminatus (Fabricius, 1794)
- Evacanthus interruptus (Linnaeus, 1758)
- Evacanthus rostagnoi (Picco, 1921)